# 加登城鎮區 (明尼蘇達州布盧厄斯縣)
加登城鎮區（英語：Garden City Township）是位於美國明尼蘇達州布盧厄斯縣的一個行政鎮區。

## 地方資料
加登城鎮區的面積為90.40平方千米，當中陸地面積為85.70平方千米，而水域面積為4.70平方千米。根據2020年美國人口普查的數據，當地共有人口844人，而人口密度為每平方千米9.34人。